# Greyson Chance
Greyson Michael Chance (n. 16 august 1997) este un cântăreț de muzică pop rock și pianist american. Două dintre compozițiile sale originale, „Stars” și „Broken Hearts”, au înregistrat peste 5 milioane, respectiv peste 7 milioane de vizualizări pe canalul său de pe YouTube. Discul său single său de debut, „Waiting Outside the Lines”, a fost lansat în luna octombrie a anului 2010.

## Biografie
Greyson Michael Chance s-a născut la 16 august 1997. În prezent, Chance trăiește în Edmond, Oklahoma. Este cel mai tânăr copil al lui Scott și al Lisei Chance; are o soră de 16 ani, Alexa, și un frate de 19 ani, Tanner, ambii cântâreți.
Greyson a început să cânte la pian la vârsta de 8 ani și a luat lecții timp de trei ani, dar n-a avut nicio pregătire pentru formarea vocală.
Chance a spus: „Iubesc artiștii care sunt capabili să comunice emoțiile lor prin intermediul muzicii și care cântă din inimă. Asta este ceea ce sper eu să fac cu cântecele mele.” Este încurajat de Lady Gaga; după ce a văzut performanța ei din „Paparazzi” la MTV Video Music Awards din 2009, a afirmat: „Am fost copleșit de performanța ei. Iubesc sentimentul ei de dramă și teatralitate, plus că ea este o cântăreață și o pianistă uimitoare.” Tânărul este de asemenea inspirat de Christina Aguilera, formația de muzică rock Augustana, John Legend, Elton John și John Lennon.

## Discografie

### Albume de studio
| An   | Album                  |
| ---- | ---------------------- |
| 2011 | Hold On 'Til the Night |
| 2013 | "Truth Be Told"        |

### Discuri single
| An   | Single                      |
| ---- | --------------------------- |
| 2010 | „Waiting Outside the Lines” |
| 2011 | „Unfriend You”              |

### Videoclipuri
| An   | Cântec                      | Regizor                     |
| ---- | --------------------------- | --------------------------- |
| 2010 | „Waiting Outside the Lines” | Sanaa Hamri                 |
| 2011 | „Unfriend You”              | Marc Klasfeld               |
| 2011 | "Hold On 'til the Night"    | Dano Cerny, Marielle Tepper |
| 2012 | "Sunshine & City Lights"    | Clarence Fuller             |

## Premii
| An   | Categorie                                         | Premiu                         | Rezultat     |
| ---- | ------------------------------------------------- | ------------------------------ | ------------ |
| 2010 | Choice Web Star                                   | Teen Choice Awards             | Nominalizare |
| 2010 | Icon of Tomorrow                                  | J-14 Teen Icon Awards          | Nominalizare |
| 2010 | Teen Pick: YouTube Artist                         | Hollywood Teen TV Awards       | Câștigat     |
| 2011 | Favorite Viral Video Star                         | People's Choice Awards         | Nominalizare |
| 2011 | Rockin’ New Artist of the Year                    | Youth Rock Awards              | Câștigat     |
| 2012 | Most Popular New International Artist of the Year | MTV-CCTV Mandarin Music Awards | Câștigat     |
| 2013 | Most Dedicated Fan Army                           | Heat Tweets Award              | Câștigat     |
| 2013 | Greatest YouTube Star                             | Popdust Award                  | Nominalizare |